# Lijst van personen uit Helsinki
De lijst van personen uit Helsinki geeft een overzicht van personen geboren in Helsinki, de hoofdstad van Finland.

## Geboren in Helsinki

### Voor 1900

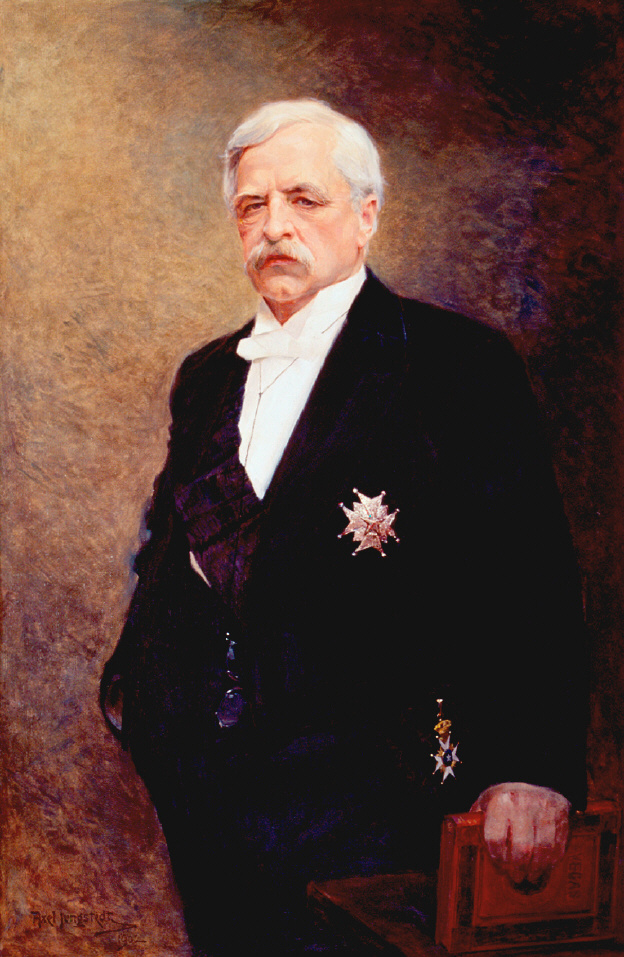
Geoloog, mineraloog en ontdekkingsreiziger Adolf Erik Nordenskiöld (1832-1901)

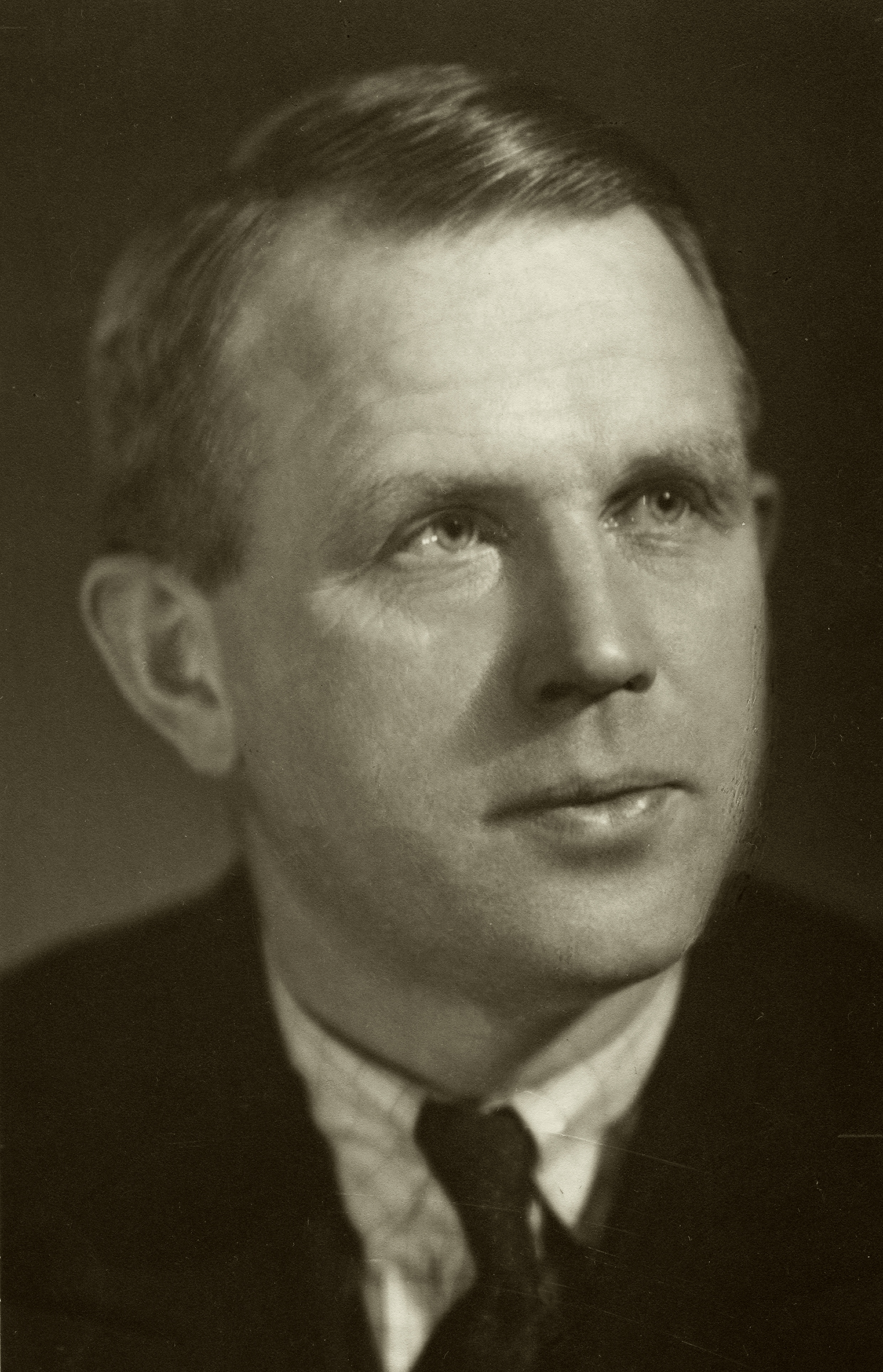
Biochemicus Artturi Ilmari Virtanen (1895-1973)

- Axel Hampus Dalström (1829-1882), architect
- Adolf Erik Nordenskiöld (1832-1901), geoloog, mineraloog en ontdekkingsreiziger
- Adolf Leander (1833-1899), componist en dirigent
- Florentin Granholm (1836-1922), architect
- Carl Gustaf Nyström (1856-1917), architect
- Aino Ackté (1876-1944), sopraan
- Väinö Tanner (1881-1966), politicus (premier van Finland)
- Walter Jakobsson (1882-1957), kunstschaatser
- Sigrid Fick (1887-1979), tennisspeler
- Erik Heinrichs (1890-1965), militair
- Armas Taipale (1890-1976), atleet
- Jarl Öhman (1891-1936), voetballer en voetbalcoach
- Aarre Merikanto (1893-1958), componist
- Clas Thunberg (1893-1973), schaatser
- Aino Aalto (1894-1949), ontwerpster
- Artturi Ilmari Virtanen (1895-1973), biochemicus en Nobelprijswinnaar (1945)
- Aarne Arvonen (1897-2009), oorlogsveteraan, oudste man van Finland

### 1900–1909
- Ernst Grönlund (1902-1968), voetballer
- Toini Muona (1904-1987), keramiste
- Lars Ahlfors (1907-1996), wiskundige
- Kurt Ekholm (1907-1975), keramist
- Viljo Halme (1907-1981), voetballer
- Mika Waltari (1908-1979), auteur
- Frans Karjagin (1909-1977), voetballer

### 1910–1919

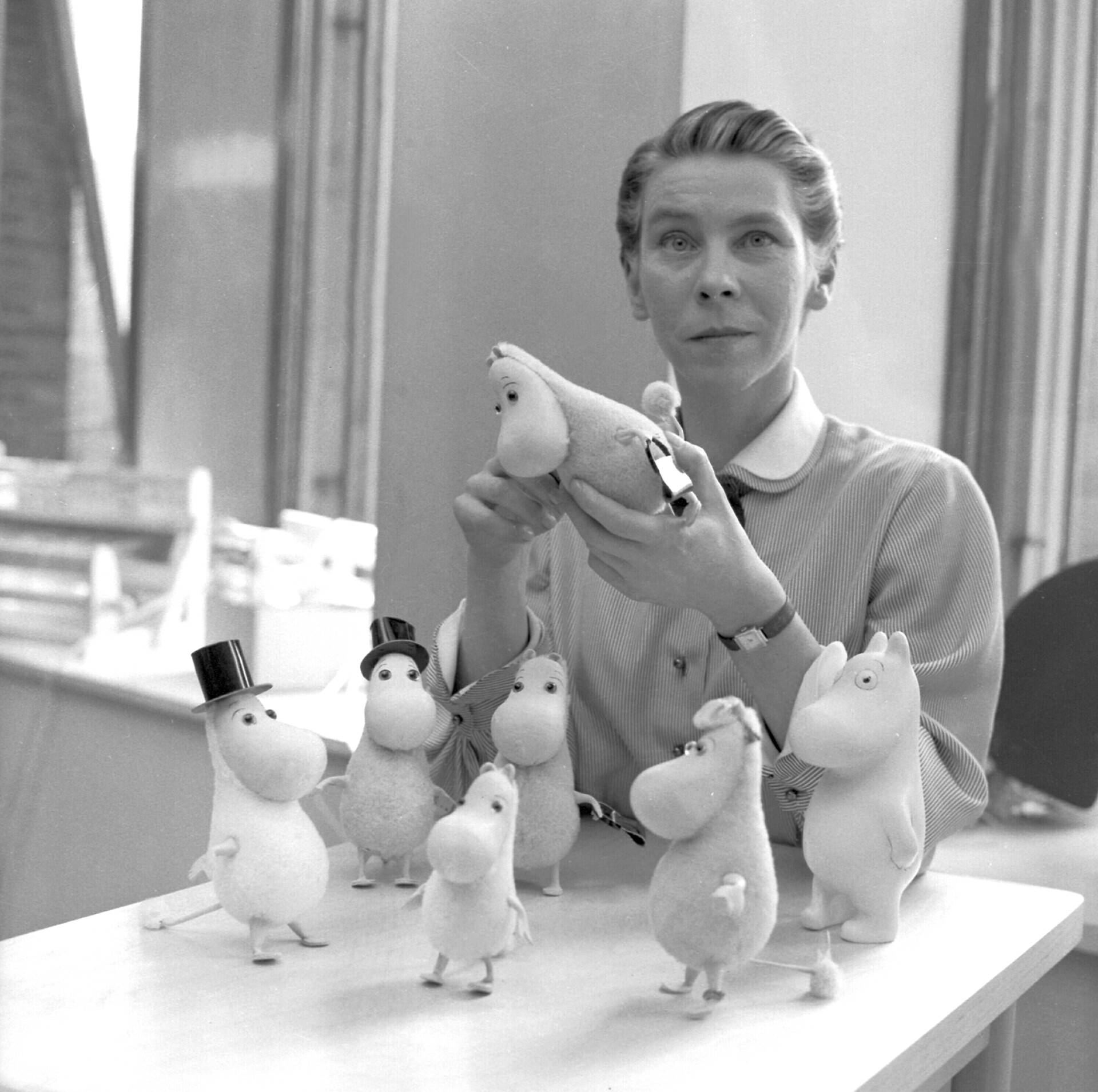
Auteur en illustrator Tove Jansson (1914-2001)

- Ossi Aalto (1910-2009), jazzdrummer en bandleider
- Paavo Salminen (1911-1989), voetballer
- Birger Wasenius (1911-1940), schaatser
- Kurt Weckström (1911-1983), voetballer
- Erkki Gustafsson (1912-1966), voetballer
- Tauno Marttinen (1912-2008), componist en dirigent
- Tove Jansson (1914-2001), auteur en illustrator
- Aatos Lehtonen (1914-2005), voetballer en voetbalcoach
- George Gaynes (1917-2016), Amerikaans acteur van Nederlands-Russische afkomst

### 1920–1929
- Willy Kyrklund (1921-2009), Fins-Zweeds schrijver
- Ulla Procopé (1921-1968), keramisch ontwerpster
- Einojuhani Rautavaara (1928-2016), componist en muziekpedagoog

### 1930–1939
- Paavo Haavikko (1931-2008), dichter, toneelschrijver en uitgever
- Eero Aarnio (1932), binnenhuisarchitect
- Ilkka Kuusisto (1933-2025), componist
- Tom Krause (1934-2013), operazanger
- Lasse Mårtenson (1934-2016), zanger
- Heikki Sarmanto (1939), componist en jazzmusicus

### 1940–1949
- Lill Lindfors (1940), zangeres
- Paul Kiparsky (1941), linguïst
- Tarja Halonen (1943), president van Finland (2000-2012), juriste en politica
- Simo Heikkilä (1943), ontwerper
- Heikki Orvola (1943), ontwerper
- Ann-Christine Nyström (1944-2022), zangeres
- Vesa-Matti Loiri (1945-2022), acteur, muzikant en komiek
- Marion Rung (1945), zangeres
- Pekka Sarmanto (1945), contrabassist
- Päivi Paunu (1946-2016), zangeres
- Leo Linkovesi (1947-2006), schaatser
- Mikko Kozarowitzky (1948), autocoureur
- Bengt Holmström (1949), econoom en Nobelprijswinnaar (2016)

### 1950–1959
- Kirka (1950-2007), zanger (Kiril Babitzin)
- Markku Alén (1951), rallyrijder
- Kaija Saariaho (1952-2023), componiste
- Riki Sorsa (1952-2016), zanger
- Atso Almila (1953), componist en dirigent
- Juha Dahllund (1954), voetballer
- Jukka Linkola (1955), componist, dirigent en pianist
- Jouni Kaipainen (1956-2015), componist
- Jouko Soini (1956), voetballer
- Esa-Pekka Salonen (1958), dirigent
- Raine Ampuja (1958), componist en dirigent
- Tiina Rosenberg (1958), feministisch onderzoekster en theaterspecialiste
- Arto Härkönen (1959), speerwerper

### 1960–1969
- Tiina Lillak (1961), speerwerpster
- Timo Forsström (1961), componist en musicus
- Kati Outinen (1961), actrice
- Tomi Poikolainen (1961), handboogschutter
- Jari Rantanen (1961), voetballer
- Jari Europaeus (1962), voetballer
- Jouko Vuorela (1963), voetballer
- Markku Kanerva (1964), voetballer en voetbalcoach
- Petri Järvinen (1965), voetballer
- Tommi Paavola (1965), voetballer
- Jari Vanhala (1965), voetballer
- Mika Salo (1966), Formule 1-coureur
- Kimmo Tarkkio (1966), voetballer
- Mika-Matti Paatelainen (1967), voetballer en voetbalcoach
- Aki Hyryläinen (1968), voetballer
- Rami Rantanen (1968), voetballer
- Tommi Grönlund (1969), voetballer
- Petri Helin (1969), voetballer
- Valentin Kononen (1969), snelwandelaar
- Linus Torvalds (1969), informaticus, ontwerper van de Linuxkernel

### 1970–1979
- Roope Latvala (1970), gitarist
- Mika Lehkosuo (1970), voetballer en voetbalcoach
- Joona Laukka (1972), wielrenner
- Antti Heinola (1973), voetballer o.a. FC Emmen en Heracles Almelo
- Tonmi Lillman (1973), muzikant en voormalig drummer van Lordi
- Teuvo Moilanen (1973), voetballer
- Simo Valakari (1973), voetballer en voetbalcoach
- Sami Wolking (1973), basgitarist van Lordi
- Jaakko Kuusisto (1974-2022), dirigent, componist en violist
- Aki Parviainen (1974), speerwerper
- Matti Helminen (1975), wielrenner
- Uljas Pulkkis (1975), componist
- Jalmari Helander (1976), filmregisseur
- Ville Valo (1976), zanger van HIM
- Jalmari Helander (1976), filmregisseur
- Aki Riihilahti (1976), voetballer
- Vesa Vasara (1976), voetballer
- Anu Nieminen (1977), badmintonster
- Peter Kopteff (1979), voetballer o.a. FC Utrecht
- Lauri Ylönen (1979), zanger van The Rasmus

### 1980–1989

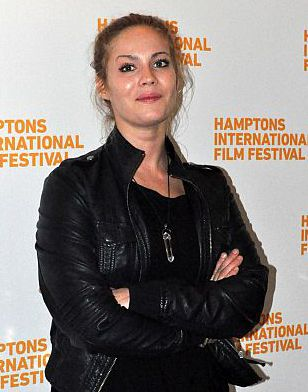
Actrice Pihla Viitala (1982)

- Antti Kempas (1980), snelwandelaar
- Hannu Haarala (1981), voetballer o.a. sc Heerenveen
- Elina Valtonen (1981), politica
- Robert Brandt (1982), langebaanschaatser
- Antti Munukka (1982), voetbalscheidsrechter
- Pihla Viitala (1982), actrice
- Ari-Pekka Nurmenkari (1983), kunstschaatser
- Tomi Nyman (1983), voetballer
- Markus Halsti (1984), voetballer
- Sanna Marin (1985), politica; premier 2019-2023

### 1990–1999
- Robin Lod (1993), voetballer
- Joel Pohjanpalo (1994), voetballer
- Klaus Mäkelä (1996), dirigent en cellist
- Viveca Lindfors (1999), kunstschaatsster

### Vanaf 2000
- Pirkko Saisio (1949), acteur, theatermaker en auteur